# Япония на летних Олимпийских играх 1928
Япония принимала участие в Летних Олимпийских играх 1928 года в Амстердаме (Северная Голландия, Нидерланды) в четвёртый раз за свою историю, и завоевала одну бронзовую, две серебряные, две золотые медали. Сборную страны представляло 40 спортсменов (в том числе одна женщина), которые приняли участие в соревнованиях по плаванию, лёгкой атлетике, академической гребле, конному спорту, боксу, борьбе и прыжкам в воду.

## Медалисты
| Медаль  | Спортсмен                                           | Вид спорта      | Дисциплина                               |
| ------- | --------------------------------------------------- | --------------- | ---------------------------------------- |
| Золото  | Микио Ода                                           | Лёгкая атлетика | Мужчины, тройной прыжок                  |
| Золото  | Ёсиюки Цурута                                       | Плавание        | Мужчины, 200 м брассом                   |
| Серебро | Кинуэ Хитоми                                        | Лёгкая атлетика | Женщины, 800 м                           |
| Серебро | Хироси Ёнэяма Нобуо Араи Токухэй Сада Кацуо Такаиси | Плавание        | Мужчины, эстафета 4×200 м вольным стилем |
| Бронза  | Кацуо Такаиси                                       | Плавание        | Мужчины, 100 м вольным стилем            |

## Результаты соревнований

### Академическая гребля
Олимпийские соревнования по академической гребле проходили с 3 по 10 августа в деревне Слотен, которая расположена в 6 км к западу от центра Амстердама. В каждом заезде стартовали две лодки. Победитель заезда проходил в следующий раунд, а проигравшие на предварительном этапе попадали в отборочный раунд. Спортсмены, проигравшие два заезда, завершали борьбу за медали. Начиная с третьего раунда экипажи, уступавшие в заезде, выбывали из соревнований. Для определения бронзового призёра проводился заезд за 3-е место.
Мужчины
| Соревнование | Спортсмены    | Первый раунд         | Отборочный заезд     | Второй раунд         | Отборочный заезд     | Третий раунд         | Полуфинал            | Финал                | Место                |
| Соревнование | Спортсмены    | Соперник / Результат | Соперник / Результат | Соперник / Результат | Соперник / Результат | Соперник / Результат | Соперник / Результат | Соперник / Результат | Место                |
| ------------ | ------------- | -------------------- | -------------------- | -------------------- | -------------------- | -------------------- | -------------------- | -------------------- | -------------------- |
| одиночки     | Кинитиро Исии | TCHЙ. Страка П DNF   | завершил выступление | завершил выступление | завершил выступление | завершил выступление | завершил выступление | завершил выступление | завершил выступление |